# Макаренкова, Юлия Владимировна
Ю́лия Влади́мировна Мака́ренкова (укр. Ю́лія Володи́мирівна Мака́ренкова, урожд. Вайнштейн; р. 2 сентября 1973, Киев, Украинская ССР) — украинская спортсменка, выступающая в русских и международных шашках. Международный гроссмейстер по русским шашкам, мастер спорта международного класса по шашкам-100, заслуженный мастер спорта Украины. Четырёхкратная чемпионка мира (1994, 1999, 2009, 2020) и трёхкратная чемпионка Европы (2002, 2007, 2012) по русским шашкам ФМЖД, неоднократный призёр чемпионатов мира ФМЖД и МАРШ, а также чемпионатов Европы. Двукратная чемпионка СССР (1988, 1990), многократная чемпионка Украины по шашкам, в том числе дважды — по международным.

## Спортивная карьера

### Русские шашки
Юля Вайнштейн научилась играть в шашки в четыре года, но серьёзно занялась ими в третьем классе, в декабре 1982 года. Первым её тренером стал Михаил Борисович Литвиненко (в дальнейшем тренировалась у М. Е. Рахунова, А. А. Косенко, И. Н. Макаренкова, О. Я. Шапунова, В. А. Шалимова). В 1984 году она завоевала свой первый титул, став чемпионкой Киева среди девушек в возрасте до 18 лет. В это время у неё был второй спортивный разряд, но она опередила даже соперниц, бывших кандидатами в мастера спорта.
В 1988 году в 15 лет Юлия стала самой молодой в истории чемпионкой СССР по русским шашкам, а в 1990 году завоевала этот титул во второй раз.
Юлия участвует в чемпионатах мира по русским шашкам, проходящих под эгидой Всемирной федерации шашек (ФМЖД), начиная с самого первого, прошедшего в 1993 году. За это время она четыре раза становилась чемпионкой мира: в 1994, 1999, 2009 и 2020 годах. Она также неоднократно завоёвывала серебряные и бронзовые медали как на чемпионатах мира ФМЖД, так и на альтернативных мировых первенствах, проводимых Международной ассоциацией русских шашек (МАРШ). На чемпионате мира по бразильским шашкам, прошедшем в 2007 году, Юлия заняла третье место. На чемпионате мира по бразильским шашкам 2018 года в Турции харьковчанка завоевала золотую медаль в быстрых шашках и стала второй в соревнованиях с классическим контролем времени и в блице, оба раза пропустив вперёд свою соотечественницу Елену Короткую. Юлия Макаренкова также является чемпионкой мира 2003 года по быстрой и молниеносной игре в русские шашки, эти звания она завоевала в Санкт-Петербурге, где в основной программе осталась второй. Несколько раз она становилась призёром чемпионатов мира по быстрой игре и блицу.
Юлия — трёхкратная чемпионка Европы по русским шашкам. Она стала первой чемпионкой Европы в 2002 году в Днепропетровске, а второй раз выиграла первенство континента пять лет спустя во Львове, третью золотую медаль первенств континента добавив в Суздале в 2012 году. В 2006 году она была серебряным призёром чемпионата Европы, а в 2004, 2014, 2016 и 2019 — бронзовым. На Всемирных интеллектуальных играх, оставшись в 2008 году сразу за чертой призёров, в 2012 году Юлия стала чемпионкой по русским шашкам, опередив россиянок Степаниду Кириллину и Жанну Саршаеву.
Макаренкова восемь раз выигрывала чемпионат Украины по шашкам-64 и столько же раз завоёвывала медали национального чемпионата другого достоинства.

#### История участия в чемпионатах мира и Европы[4]
| Год  | Уровень    | Место проведения | Турнир / матч            | Результат | Место |
| ---- | ---------- | ---------------- | ------------------------ | --------- | ----- |
| 1993 | ЧМ         | Керчь            | Турнир                   |           | 2     |
| 1993 | ЧМ (МАРШ)  | Орёл             | Турнир                   |           | 3     |
| 1994 | ЧМ         | Алушта           | Турнир                   | 21/32     | 1     |
| 1994 | ЧМ (МАРШ)  | Якутск           | Турнир                   | 12,5/17   | 2     |
| 1996 | ЧМ         | Алушта           | Турнир                   |           | 3     |
| 1999 | ЧМ         | Симферополь      | Турнир                   | 22/28     | 1     |
| 2001 | ЧМ         | Алушта           | Турнир                   | 19/26     | 2     |
| 2003 | ЧМ         | Санкт-Петербург  | Турнир                   | 19/28     | 2     |
| 2002 | ЧЕ         | Днепропетровск   | Турнир                   |           | 1     |
| 2004 | ЧЕ         | Калуга           | Турнир                   |           | 3     |
| 2006 | ЧЕ         | Саарбрюккен      | Турнир (швейц.+плей-офф) | +3=5-1    | 2     |
| 2007 | ЧМ (браз.) | Нидзица          | Турнир                   | +5=5-1    | 3     |
| 2007 | ЧЕ         | Львов            | Турнир                   | +8=3-0    | 1     |
| 2007 | ЧМ (МАРШ)  | Пицунда          | Турнир                   | 9/13      | 2     |
| 2008 | ВИИ        | Пекин            | Турнир (швейц.+плей-офф) | +2=7-1    | 4     |
| 2008 | ЧЕ         | Каргополь        | Турнир (швейц.+плей-офф) | +3=3-3    | 4     |
| 2009 | ЧМ         | Рубежное         | Турнир (швейц.+круговой) | +6=8-0    | 1     |
| 2010 | ЧЕ         | Солнечный берег  | Турнир (швейц.)          | +2=6-1    | 7     |
| 2011 | ЧМ         | Санкт-Петербург  | Турнир (швейц.)          | +2=7-0    | 4     |
| 2012 | ВИИ        | Лилль            | Турнир (швейц.)          | 14/18     | 1     |
| 2012 | ЧЕ         | Суздаль          | Турнир                   | +3=4-0    | 1     |
| 2013 | ЧМ         | Санкт-Петербург  | Турнир (швейц.)          | 13/18     | 3     |
| 2014 | ЧЕ         | Санкт-Петербург  | Турнир (швейц.)          | 12/18     | 3     |
| 2015 | ЧМ         | Санкт-Петербург  | Турнир (швейц.)          | +3=6-0    | 3     |
| 2016 | ЧЕ         | Тбилиси          | Турнир (швейц.+плей-офф) | +4=8-1    | 3     |
| 2017 | ЧМ         | Санкт-Петербург  | Турнир (швейц.+плей-офф) | +4=7-3    | 4     |
| 2018 | ЧМ (браз.) | Измир            | Турнир (швейц.)          | +5=1-0    | 2     |
| 2019 | ЧЕ (браз.) | Измир            | Турнир (швейц.)          | +3=5-0    | 3     |
| 2020 | ЧМ         | Кушадасы         | Турнир (швейц.+плей-офф) | +2=5-0    | 1     |

Комментарии
1. ↑  Проиграла  А. Лангиной 2-4 в переигровке за первое место
2. ↑  +3=4-0 в швейцарском турнире, в полуфинале сыграла вничью с  В. Мотричко, в финале проиграла  Е. Бушуевой
3. ↑  По итогам дополнительного кругового турнира получила право на матч за 3-е место и выиграла у  С. Кириллиной
4. ↑  +2=5-0 в швейцарском турнире, проиграла в полуфинале  Е. Миськовой, в матче за третье место сыграла вничью с  Ю. Романской и уступила бронзовую медаль по рейтингу
5. ↑  +3=3-1 в швейцарском турнире, поражения в 1/2 финала от полуфинале  Ю. Кузиной и в матче за третье место от  Д.Федорович
6. ↑  +2=5-0 в швейцарском турнире, +4-3=0 в финальном круговом турнире
7. ↑  +4=2-1 в швейцарском турнире, победа в блице в 1/4 финала, поражение в блице в 1/2 финала, победа над  В. Хващинской в блице в матче за 3-е место
8. ↑  +3=4-1 в швейцарском турнире, победа в 1/4 финала и поражения в 1/2 финала от  Ж. Саршаевой и матче за 3-е место от  Д.Федорович
9. ↑  Набрала одинаковое число очков с  Е. Короткой, уступила золотую медаль по дополнительному показателю[5]
10. ↑  Разделила 3-е место по итогам швейцарского турнира, обыграла в плей-офф  Е. Михайловскую,  Е. Короткую и  Ж. Бупееву

### Международные шашки
Хотя Юлия специализируется в игре на малой доске, она принимает участие и в центральных турнирах по международным шашкам. Четырежды (в 1995, 1997, 1999 и 2015 годах) Юлия принимала участие в чемпионатах мира. Свой лучший результат она показала в 1995 году в Бамако, где заняла третье место, одержав шесть побед при семи ничьих и двух поражениях.
Юлия выиграла чемпионат Украины по международным шашкам в 1999 году и повторила этот успех десять лет спустя. Четыре раза Юлия выигрывала серебряную медаль и один раз — бронзовую.

## Личная жизнь
В 1996 году Юлия Макаренкова закончила Киевский национальный университет.
Со своим будущим мужем Валерием, шахматным тренером, Юлия познакомилась в Алуште в 2000 году. У Юлии двое сыновей, Артём и Саша. Семья проживает в Харькове.